# Egypt (Arkansas)
Egypt é uma cidade  localizada no estado americano de Arkansas, no Condado de Craighead.

## Demografia
Segundo o censo americano de 2000, a sua população era de 101 habitantes.
Em 2006, foi estimada uma população de 103, um aumento de 2 (2.0%).

## Geografia
De acordo com o United States Census Bureau, a localidade tem uma área de 1,0 km², sem área coberta por água.

## Localidades na vizinhança
O diagrama seguinte representa as localidades num raio de 24 km ao redor de Egypt.